# Paragraf
Paragraf – podstawowa jednostka redakcyjna tekstu prawnego, oznaczana w tekście symbolem § (U+00A7). W systemie Linux można go wprowadzić za pomocą kombinacji klawiszy Ctrl+⇧ Shift+U oraz A7, w systemie Windows Alt+21 z klawiatury numerycznej, a w systemie macOS ⌥ Opt+6. Paragrafy można dzielić na ustępy, ustępy na punkty, punkty na litery, a litery na tiret. W ustawie określanej jako kodeks paragrafy występują zamiast ustępów i dzielą się tak jak ustępy (na punkty, litery i tirety). Jeśli w danym akcie prawnym paragrafy pełnią funkcję podstawowej jednostki redakcyjnej, są numerowane w sposób ciągły w całym akcie prawnym.
Stosowanie paragrafów i artykułów jest czasami wykorzystywane do sygnalizowania, z jakim rodzajem aktu mamy do czynienia. Przykładowo, w Polsce paragraf pełni funkcję podstawowej jednostki redakcyjnej w aktach wykonawczych (w przeciwieństwie do ustaw, w których taką jednostką jest artykuł). Z kolei w niemieckiej kulturze prawnej paragraf występuje w aktach samodzielnych (niezależnie od tego, czy są ustawami, czy aktami wykonawczymi), a artykuły stosuje się w aktach zmieniających, wprowadzających itp.
Słowo paragraf oznacza również sam znak §.
W systemach komputerowych, które stosują Unikod znak paragrafu występuje w wersji:
| Znak | Unicode | Kod HTML                     | Nazwa unikodowa | Nazwa polska |
| ---- | ------- | ---------------------------- | --------------- | ------------ |
| §    | U+00A7  | &sect; lub &#xA7; lub &#167; | SECTION SIGN    | paragraf     |